# 名城裕司
名城 裕司（なしろ ゆうじ、1983年9月13日 - ）は、日本の男性キックボクサー、空手家。奈良県奈良市出身。K NETWORK国士会館所属。
ボクシング元WBA世界スーパーフライ級王者名城信男は実兄。

## 来歴
2007年4月4日、K-1 WORLD MAX 2007 〜世界最終選抜〜にてK-1デビュー。安田鉄平を相手に1RKO勝利をあげる。
2007年6月28日、K-1 WORLD MAX 2007 〜世界一決定トーナメント開幕戦〜のオープニングファイトで白虎を相手に1RKO勝ち。
2007年10月3日、K-1 WORLD MAX 2007 〜世界一決定トーナメント決勝戦〜のオープニングファイトに出場予定だったが、極真会館から名城に対しクレームが起こり、不出場となった。
2010年3月27日、K-1 WORLD MAX 2010 〜-70kg Japan Tournament〜のリザーブファイトで久保薗ルイスと対戦予定だったが、本選にエントリーしていた小比類巻太信が怪我による欠場となり、本選へエントリーされた。1回戦で長島☆自演乙☆雄一郎と戦い、1R左フックでKO負け。
2010年5月27日、Krush初参戦となったKrush.7のメインイベントで山内裕太郎と対戦し、左ハイキックでKO勝ちを収めた。
2010年7月9日、Krush.8のメインイベントで健太と対戦し、3-0の判定勝ちを収めた。試合後には長島☆自演乙☆雄一郎へのリベンジを宣言した。
2010年8月14日、Krush.9のメインイベントで佐藤嘉洋と対戦し、0-3の判定負けを喫した。当初は山本優弥と対戦予定であったが、急性虫垂炎および汎発性腹膜炎による欠場で対戦相手が変更された。
2011年5月29日、Krush -70kg初代王座決定トーナメント ～開幕戦～で、初代WBCムエタイ日本スーパーウェルター級王者山内佑太郎と対戦し、延長Rの末0-3の判定負け。
2011年9月25日K-1 WORLD MAX 2011 -70kg Japan Tournament FINALに出場し、K-1 WORLD MAX初代王者アルバート・クラウス、第3代RISEミドル級王者森田崇文、K-1 WORLD MAX 2009 FINAL3位山本優弥を破り、K-1 WORLD MAX 2011 〜-70kg Japan Tournament〜王者となる。

## 戦績

### プロキックボクシング
| キックボクシング 戦績 | キックボクシング 戦績 | キックボクシング 戦績 | キックボクシング 戦績 | キックボクシング 戦績 | キックボクシング 戦績 | キックボクシング 戦績 |
| --------------------- | --------------------- | --------------------- | --------------------- | --------------------- | --------------------- | --------------------- |
| 14 試合               | (T)KO                 | 判定                  | その他                | 引き分け              | 無効試合              |                       |
| 10 勝                 | 5                     | 5                     | 0                     | 0                     | 0                     |                       |
| 4 敗                  | 1                     | 3                     | 0                     | 0                     | 0                     |                       |

| 勝敗 | 対戦相手             | 試合結果                                | 大会名                                                                       | 開催年月日    |
| ×    | リース・マカリスター | 3R 判定                                 | K-1 RISING 2012～K-1 WORLD MAX FINAL 16～in MADRID 【1回戦】                 | 2012年5月27日 |
| ○    | 小宮由紀博           | 3R終了 判定2-0                          | 谷山ジム「ビッグバン・統一への道 其の八」                                    | 2012年2月25日 |
| ○    | 山本優弥             | 1R3:00、KO                              | FIGHT FOR JAPAN K-1 WORLD MAX 2011 -70kg Japan Tournament FINAL 【決勝】     | 2011年9月25日 |
| ○    | 森田崇文             | 3R判定3-0                               | FIGHT FOR JAPAN K-1 WORLD MAX 2011 -70kg Japan Tournament FINAL 【準決勝】   | 2011年9月25日 |
| ○    | アルバート・クラウス | 3R判定3-0                               | FIGHT FOR JAPAN K-1 WORLD MAX 2011 -70kg Japan Tournament FINAL 【１回戦】   | 2011年9月25日 |
| ×    | 山内佑太郎           | 延長R終了 判定0-3                       | Krush -70kg初代王座決定トーナメント ～開幕戦～ 【１回戦】                    | 2011年5月29日 |
| ○    | 堤大輔               | 3R終了 判定3-0                          | Krush初代王座決定トーナメント 〜Round.2〜                                    | 2011年1月9日  |
| ×    | 佐藤嘉洋             | 3R終了 判定0-3                          | Krush.9                                                                      | 2010年8月14日 |
| ○    | 健太                 | 3R終了 判定3-0                          | Krush.8                                                                      | 2010年7月9日  |
| ○    | 山内裕太郎           | 1R 1:57 KO（左ハイキック）              | Krush.7                                                                      | 2010年5月27日 |
| ×    | 長島☆自演乙☆雄一郎   | 1R 0:39 KO（左フック）                  | K-1 WORLD MAX 2010 〜-70kg Japan Tournament〜 【1回戦】                      | 2010年3月27日 |
| ○    | 白虎                 | 1R 2:46 KO（3ノックダウン：パンチ連打） | K-1 WORLD MAX 2007 〜世界一決定トーナメント開幕戦〜 【オープニングファイト】 | 2007年6月28日 |
| ○    | 安田鉄平             | 1R 2:12 KO（左膝蹴り）                  | K-1 WORLD MAX 2007 〜世界最終選抜〜 【オープニングファイト】                 | 2007年4月4日  |
| ○    | フィル・ライアー     | 3R KO（右フック）                       | WKA                                                                          | 2006年9月23日 |

## 獲得タイトル

### キックボクシング
- K-1 WORLD MAX 2011 〜-70kg Japan Tournament〜王者

### アマチュア
- WMFJ 日本アマチュアムエタイ王者
- 全日本 グローブ空手選手権 優勝